# Epichlorops afghanicus
Epichlorops afghanicus är en tvåvingeart som beskrevs av Nartshuk 1994. Epichlorops afghanicus ingår i släktet Epichlorops och familjen fritflugor.
Artens utbredningsområde är Afghanistan. Inga underarter finns listade i Catalogue of Life.